# Protracheoniscus turcomanicus
Protracheoniscus turcomanicus är en kräftdjursart som beskrevs av Borutzkii 1945. Protracheoniscus turcomanicus ingår i släktet Protracheoniscus och familjen Trachelipodidae. Inga underarter finns listade i Catalogue of Life.